# Ratna Moetoe Manikam
Pour plus de détails, voir Fiche technique et Distribution.
Ratna Moetoe Manikam est un film des Indes orientales néerlandaises (aujourd'hui Indonésie), réalisé par Tan Tjoei Hock, sorti dans les années 1940.